# 원본 (경제)
원본(元本) 또는 원금(문화어: 밑자금)은 이자가 발생하는 대금이다. 일반적으로 원본이라고 할 때에는 좁은 의미로 사용되는 경우가 많은데, 사용의 대가로 금전이나 그 밖에 다른 물건(법정과실)을 받을 수 있는 재산을 가리킨다.